# Kaap Hatteras

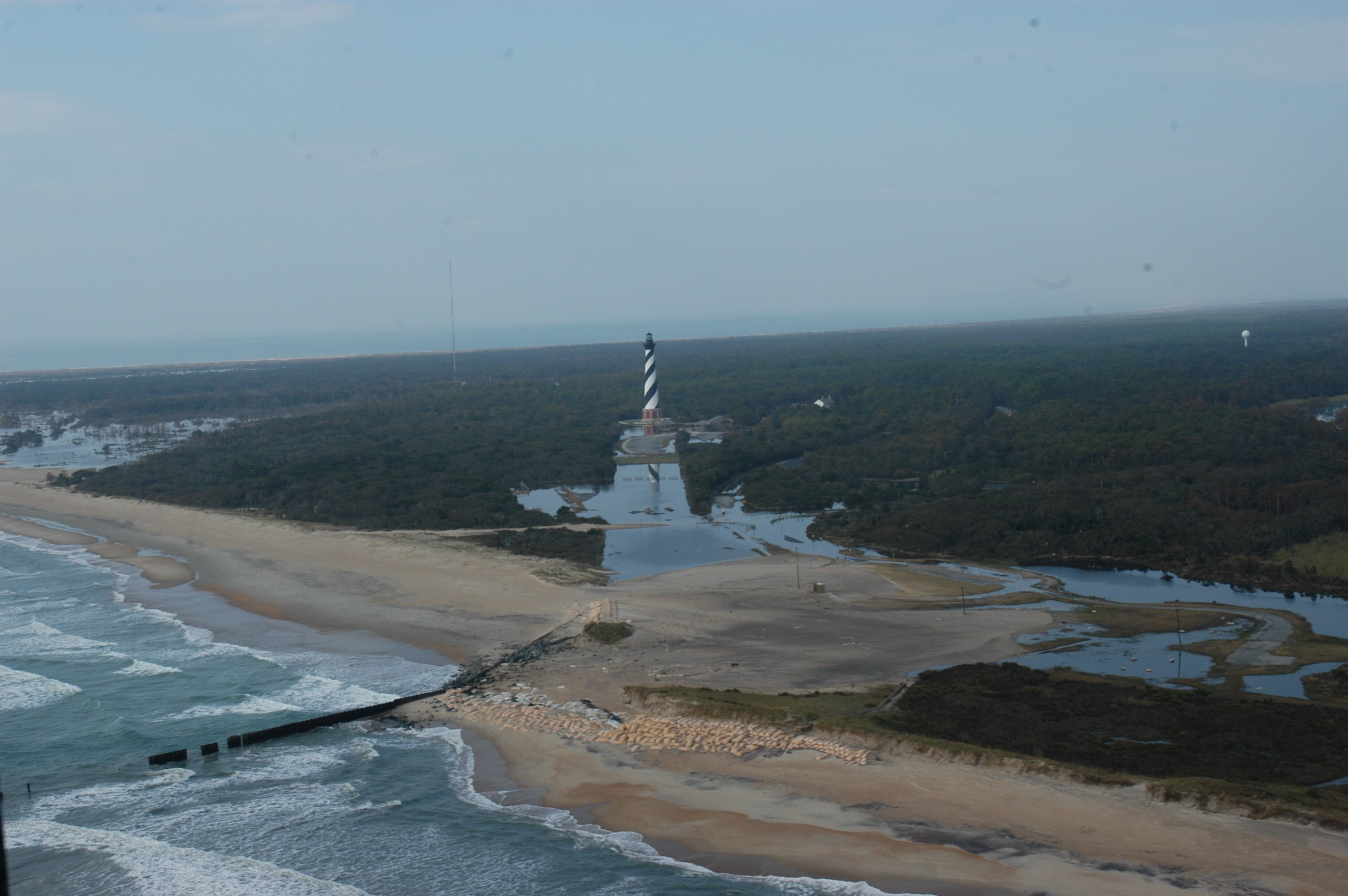
De vuurtoren na de verhuizing

Kaap Hatteras is een kaap aan de oostkust van de Verenigde Staten, in de staat North Carolina. Het is gelegen op het eiland Hatteras in het National Seashore-gebied Cape Hatteras National Seashore. Aan de westzijde van de kaap is de plaats Buxton gelegen. De kaap vormt de meest nabij gelegen landmassa ten opzichte van het eiland Bermuda, met een afstand van 1043 kilometer.

## Geschiedenis
De Engelse naam Cape Hatteras is de op vijf na langst bestaande, en nog reeds in gebruik zijnde Engelse plaatsnaambepaling in de Verenigde Staten. Een inham ten noorden van de kaap werd in 1585 door Richard Grenville Hatrask genoemd. Deze naam werd later omgevormd tot Hatteras en kreeg ook het eiland en de kaap naar zich vernoemd.
Langs het eiland stroomt een sterke zeestroming. Hierdoor is het een geliefde plaats voor vaartuigen, maar kunnen de weersomstandigheden hier ook snel stormachtig zijn. Hierdoor zijn vele schepen gezonken nabij Kaap Hatteras. Ter oriëntering is in 1803 de eerste vuurtoren op de kaap gebouwd. Deze is in 1870 vervangen door de huidige vuurtoren. Deze vuurtoren is ruim 60 meter hoog en daarmee de hoogste van de Verenigde Staten. Het is eveneens een van de hoogste bakstenen vuurtorens ter wereld. Doordat de zee steeds meer land van de kaap afsloeg, is de vuurtoren in 1999 880 meter landinwaarts opgeschoven.